# Acanthostichus kirbyi
Acanthostichus kirbyi är en myrart som beskrevs av Carlo Emery 1895. Acanthostichus kirbyi ingår i släktet Acanthostichus och familjen myror. Inga underarter finns listade i Catalogue of Life.

## Bildgalleri

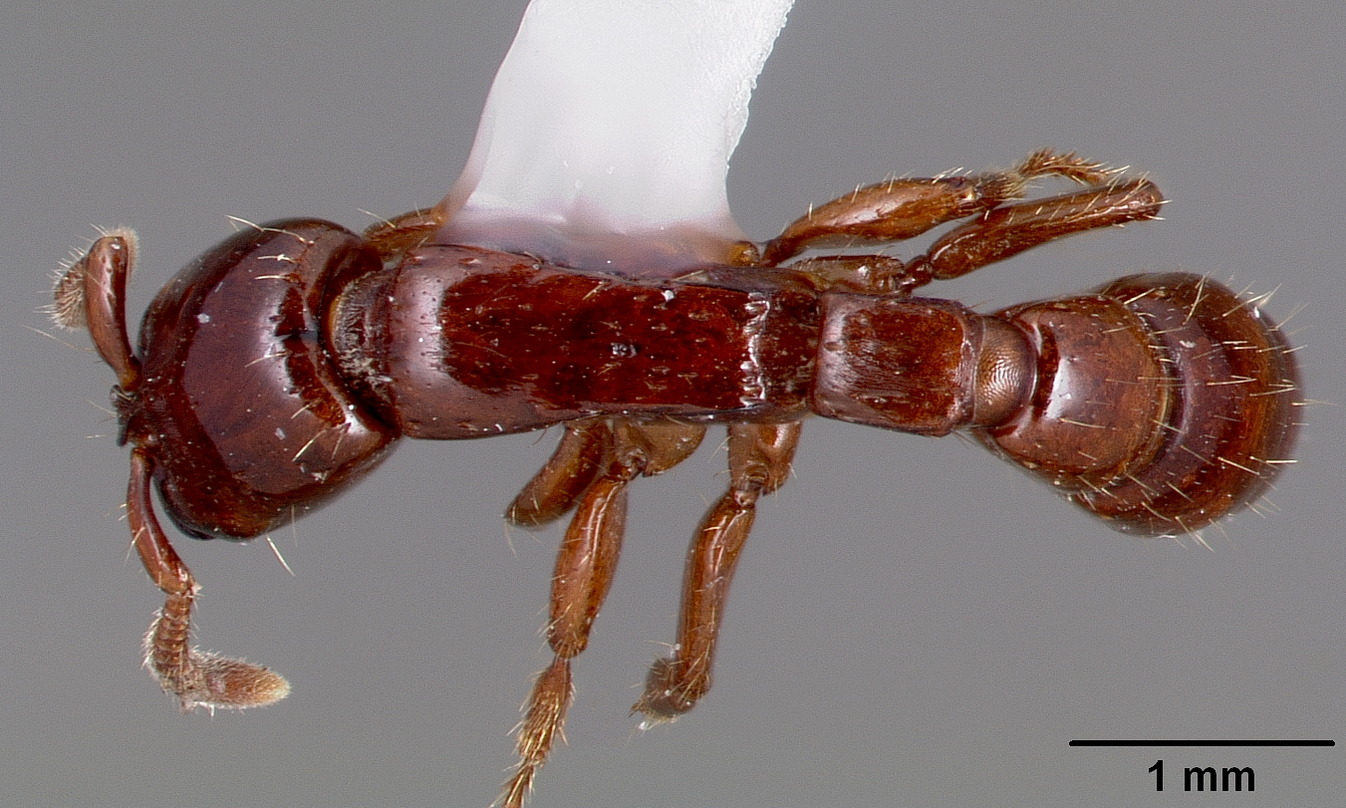
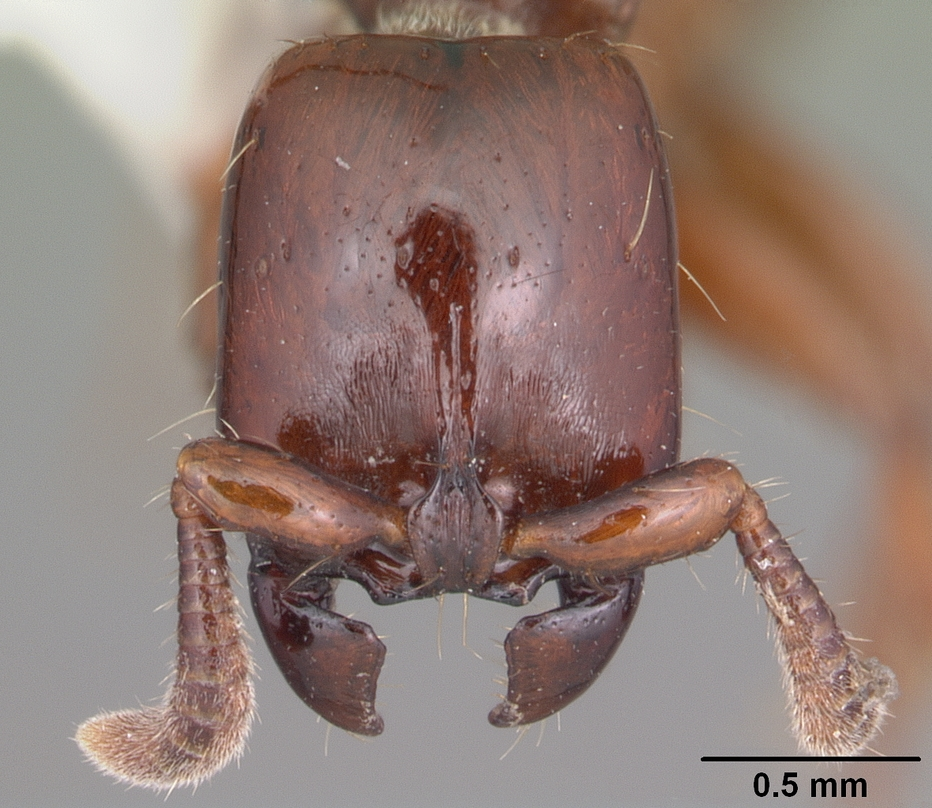
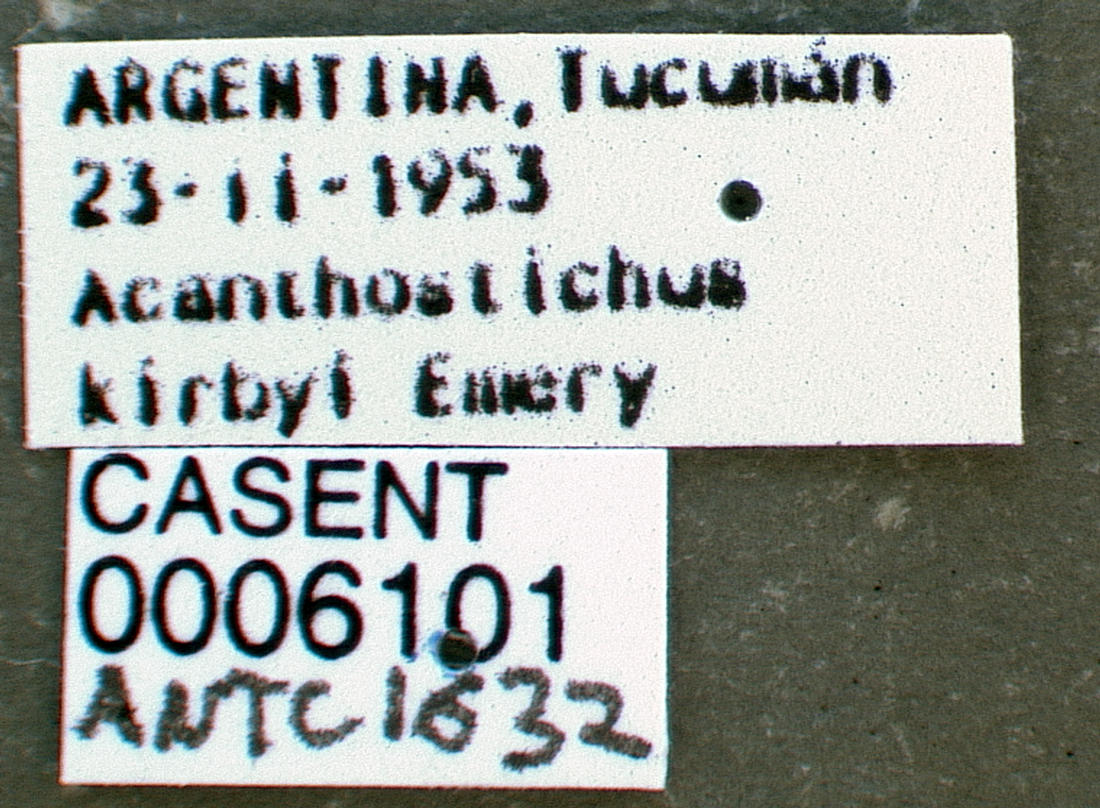
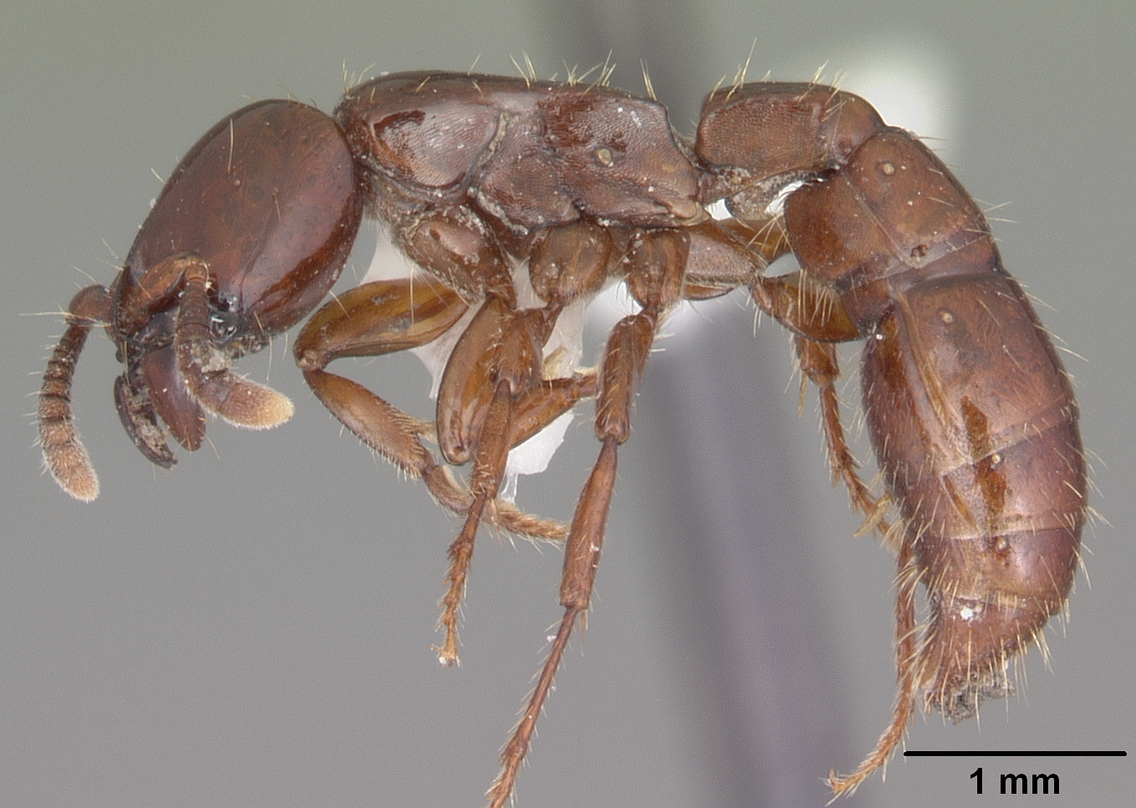
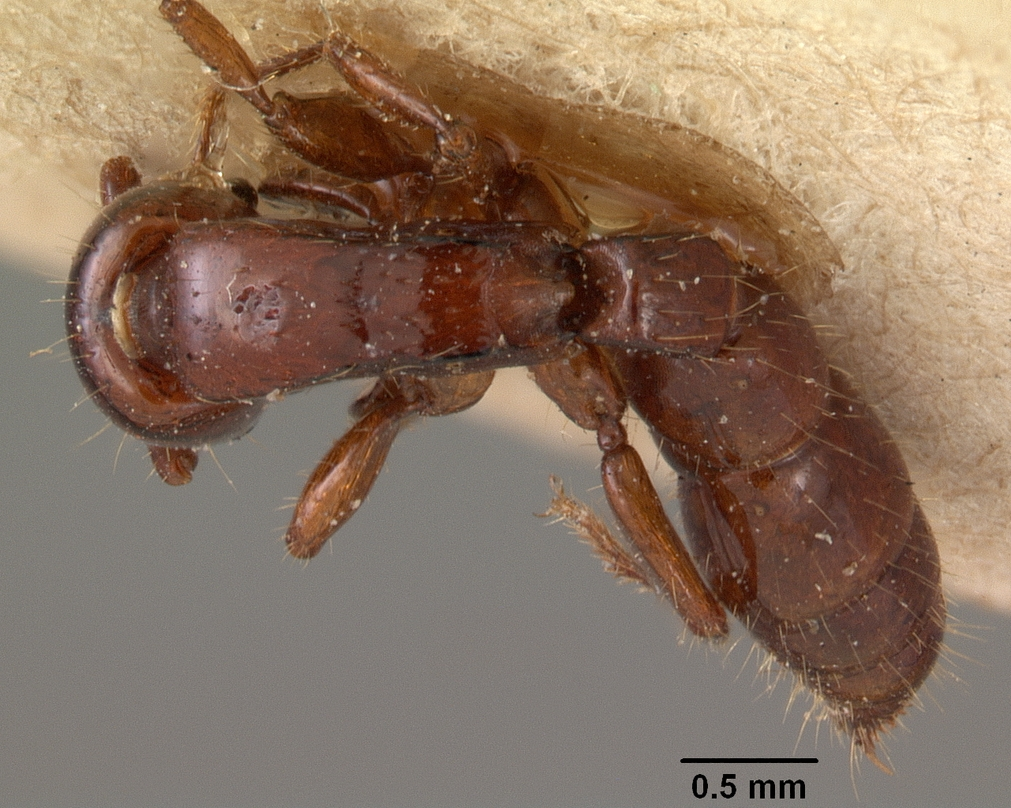
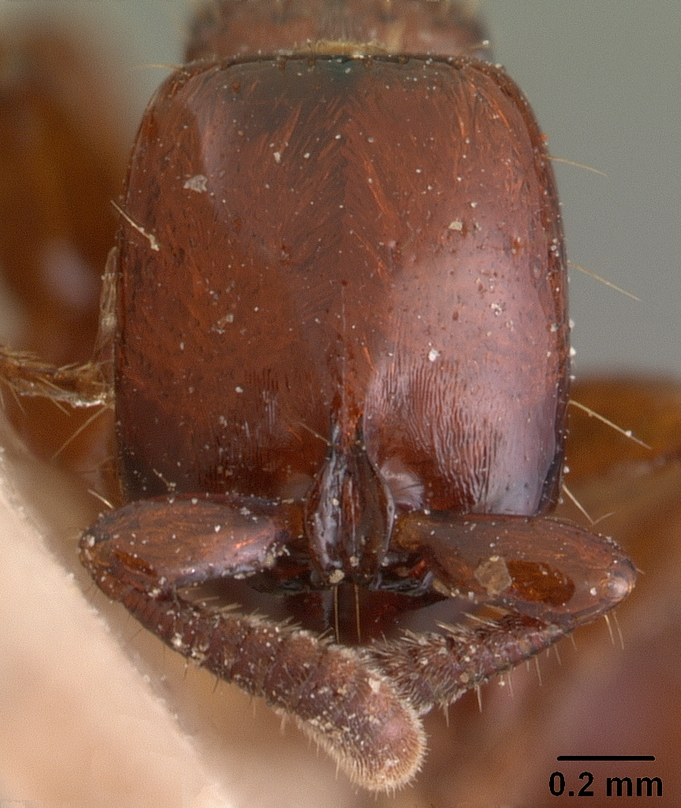